# Andrej Pjatnickij
Andrej Vladimirovič Pjatnickij (in russo Андрей Владимирович Пятницкий?; Tashkent, 27 settembre 1967) è un allenatore di calcio ed ex calciatore sovietico e russo, di ruolo centrocampista.

## Palmarès

### Club
- Campionato russo: 4

Spartak Mosca: 1992, 1993, 1994, 1996
- Coppa dell'URSS: 1

Spartak Mosca: 1992
- Coppa di Russia: 1

Spartak Mosca: 1994

### Nazionale
- Campionato d'Europa Under-21: 1

1990